# Piers Sellers
Pour les articles homonymes, voir Sellers.
Piers Jon Sellers, né le 11 avril 1955 à Crowborough et mort le 23 décembre 2016 à Houston, est un spationaute britannico-américain, spécialiste du climat pour la NASA.

## Biographie
Piers Sellers est diplômé de l'université d'Édimbourg puis de l'université de Leeds. Il a été décoré de l'ordre de l'Empire britannique en 2011.
En 1986, il crée le modèle simple de biosphère (SiB). C'est le premier modèle à pouvoir simuler réalistiquement l'intéraction entre la photosynthèse et le climat de la Terre.
Le 16 janvier 2016, il a révélé dans le New York Times qu'il était atteint d'un cancer du pancréas en phase terminale,. Il est mort à Houston le 23 décembre 2016.
L'astéroïde (6018) Pierssac est nommé d'après lui.

## Vols réalisés
- Atlantis STS-112 lancée le 7 octobre 2002 : trois sorties extra-véhiculaires afin de procéder à la construction de la station spatiale internationale.
- Discovery STS-121 lancée le 4 juillet 2006 : EVA de plus de sept heures pour réparer l'ISS.
- Atlantis STS-132, lancée le 14 mai 2010 : remplacement des batteries de la station spatiale internationale.

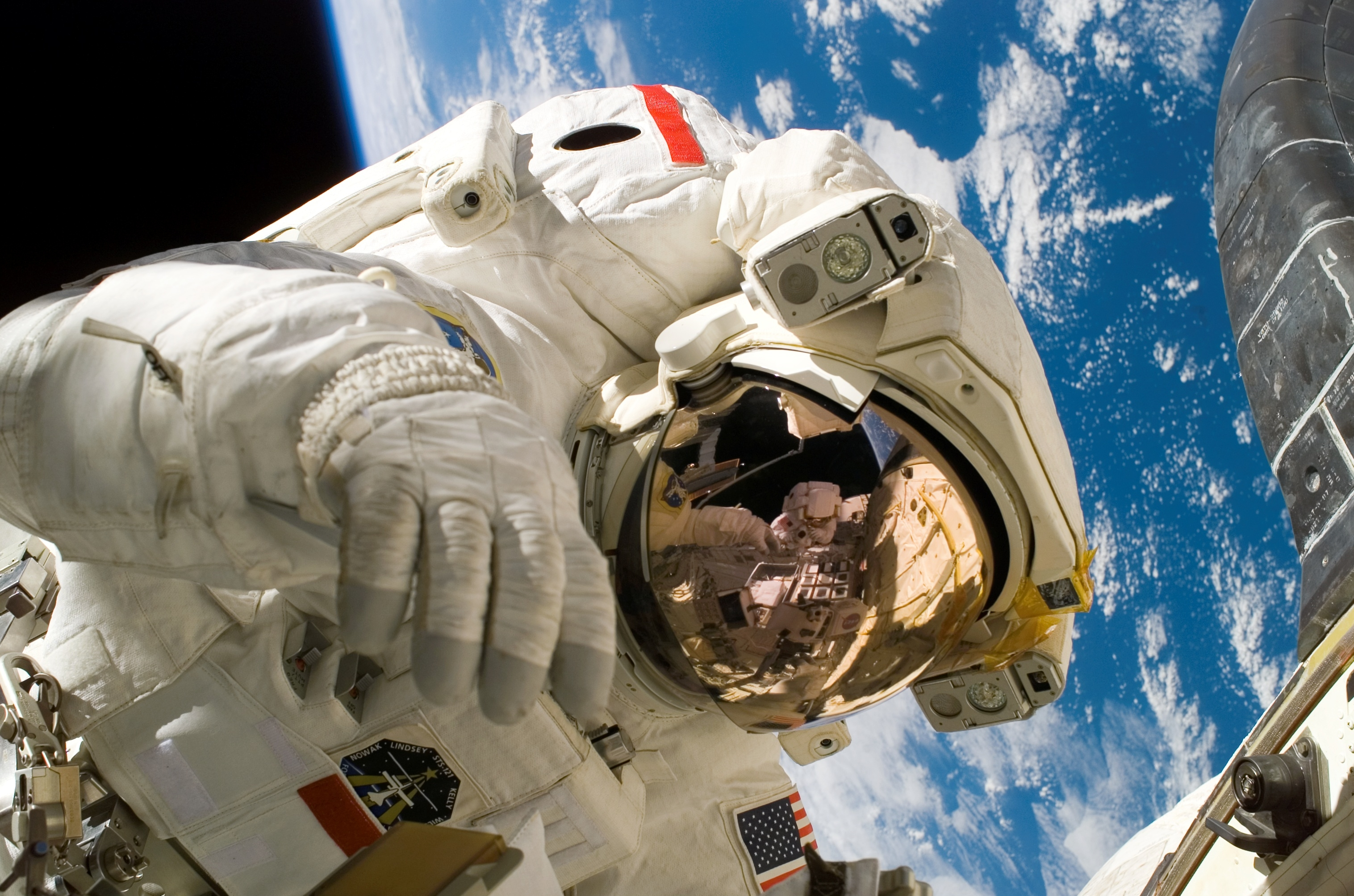
Piers Sellers durant le vol STS-121.